# Massacre de Isla Vista
O massacre de Isla Vista foi um assassinato em massa e distribuído ocorrido em 23 de maio de 2014 na região de Isla Vista, Califórnia, Estados Unidos, iniciado com 3 esfaqueamentos em um apartamento, seguido de uma tentativa de feminicídio na residência estudantil para meninas da Universidade da Califórnia em Santa Bárbara e mais 3 mortes por arma de fogo realizado próximo dessa residência estudantil. Ao todo, 7 pessoas foram mortas – incluindo o autor, Elliot Rodger, de 22 anos –, e outras 14 ficaram feridas.
Antes do massacre, Elliot - um homem branco, reconhecido como incel (celibatário involuntário) - elaborou um manifesto com teor misógino e racista. No manifesto, Elliot descreve de forma detalhada ao longo de 141 páginas o seu plano para um "massacre coletivo premeditado". No plano, ele jurava vingança a todas as mulheres e usava frases misóginas como "Mulheres não merecem ter qualquer direito". Além de expressões racistas do tipo: "“Como pode garoto negro conquistar uma menina e não eu?”.

## Detalhes
Os assassinatos começaram no apartamento de Elliot, onde seus três companheiros de quarto foram encontrados mortos, esfaqueados. Seguiram-se tiros em 8 diferentes locais, começando pela sede de uma fraternidade do campus, onde duas pessoas foram mortas e uma terceira foi ferida. Elliot então dirigiu seu carro até o Deli Mart – um mercado na cidade – e matou outro estudante. Ele continuou atirando em pedestres que passavam pela calçada. Testemunhas relataram um carro correndo pelas ruas, às vezes pela contramão, com o motorista atirando para todos os lados. Testemunhas relataram também que Elliot conversou com algumas de suas vítimas antes de matá-las.

### Fatos correlatos
Durante meses antes dos assassinatos, Elliot escreveu um manifesto de 140 páginas intitulado "Meu Mundo Distorcido", onde falava da rejeição que sofria pelas mulheres e reclamava por ainda ser virgem aos 22 anos, e nunca ter conseguido uma namorada mesmo após ter entrado na faculdade. Ele também falava de seus planos e do "Dia da Retaliação". Este manifesto foi publicado na internet, e Elliot o enviou por email para seu psicólogo e para sua mãe.
Exatamente 13 minutos antes do tiroteio começar, o psicólogo ligou para Chin Rodger, mãe de Elliot, para alertá-la do email que acabara de receber. Ela relatou que, após ler as primeiras linhas do manifesto, sentiu que havia algo errado, e checou o canal do YouTube do filho, onde encontrou um vídeo intitulado "Dia da Retaliação". Elliot possuía contas no Facebook, no YouTube e num blog, onde expressava sentimentos de rejeição e solidão. No dia do massacre, ele publicou o vídeo em sua conta do YouTube, onde aparece sentado ao volante de um carro falando sobre suas motivações:
| “ | Oi, aqui é Elliot Rodger. Bem, este é meu último vídeo. Tudo convergiu para isto. Amanhã é o dia da retaliação, o dia em que terei minha vingança contra a humanidade, contra todos vocês. Pelos últimos oito anos de minha vida, desde que atingi a puberdade, fui forçado a enfrentar uma existência de solidão, rejeição e desejos negados, tudo porque as meninas nunca se sentiram atraídas por mim. Elas deram seu afeto, sexo e amor a outros homens, nunca a mim. Tenho 22 anos de idade e ainda sou virgem, nunca beijei uma menina. E durante a faculdade, dois anos e meio, talvez um pouco mais, eu ainda continuo virgem. Tem sido muito torturante. A faculdade é quando todos experimentam essas coisas de sexo, diversão e prazer. Nesses anos, apodreci na solidão, não é justo. Vocês meninas nunca se sentiram atraídas por mim. Eu não sei por que vocês meninas não se sentem atraídas por mim, mas vou punir todas vocês por isso. É uma injustiça, um crime, porque eu não sei o que vocês não veem em mim. Eu sou o cara perfeito, e mesmo assim vocês correm para esses caras desagradáveis ao invés de mim, o mais perfeito cavalheiro. Vou puni-las todas por isso. No dia da retribuição, vou entrar na casa de fraternidade mais agitada da universidade e vou matar cada uma das vagabundas dissimuladas e frescas que eu encontrar lá. Todas essas meninas que eu desejei tanto. Todas elas me rejeitaram e me olharam como um homem inferior sempre que eu tentei algo com elas, enquanto se atiravam nos braços dos brutamontes. Terei grande prazer em assassinar cada uma de vocês. Vocês verão que eu sou, de fato, o mais superior de todos os machos alfa. Sim, após matar todas as meninas da fraternidade, vou seguir pelas ruas de Isla Vista e matar todas as pessoas que eu encontrar pelo caminho. Todos os caras populares que vivem suas vidas de prazer hedonista enquanto eu apodrecia na solidão durante todos esses anos. Eles sempre me rejeitaram, todas as vezes que eu quis me juntar a eles, e me trataram como um rato. Bem, hoje eu serei um deus comparado a vocês, que serão todos animais, e eu vou matar vocês como animais. Serei um deus e minha retribuição virá para todos aqueles que a merecem, aqueles que viveram uma vida melhor que a minha. Os caras populares nunca me aceitaram e agora pagarão por isso. Meninas, tudo o que eu quis foi amar e ser amado por vocês. Eu queria ter uma namorada. Eu queria sexo, amor, afeto e adoração. Vocês acham que eu não mereço vocês. Este é um crime que eu nunca perdoarei. Se eu não posso ter vocês, meninas, vou destruir vocês. Vocês me negaram uma vida feliz e em troca eu vou negar a vida a vocês, é justo. Eu odeio todas vocês. A humanidade é uma espécie nojenta, miserável e depravada. Se eu tivesse poder suficiente, reduziria cada um de vocês a pilhas de crânios e rios de sangue. Vocês merecem ser aniquilados e eu darei isso a vocês. Vocês nunca mostraram piedade comigo, e eu não lhes mostrarei nenhuma. Vocês me forçaram a sofrer a vida inteira, agora eu os farei sofrer. Esperei muito tempo por isso, vou lhes dar exatamente o que vocês merecem, todos vocês. Todas as meninas que me rejeitaram, me esnobaram, me trataram como lixo enquanto caíam nos braços de outros caras. E todos os caras que viveram uma vida melhor que a minha, e todos os sexualmente ativos. Eu odeio vocês. Eu odeio todos vocês. Mal posso esperar para lhes dar exatamente o que vocês merecem, a morte. | ” |

Ao ver o vídeo, a mãe de Elliot ligou para o pai dele e para a polícia, e eles marcaram um encontro para conversarem imediatamente. Enquanto o pai e a mãe dirigiam à toda velocidade para Isla Vista, prevendo o pior, ouviram no rádio a notícia de um tiroteio que se iniciara na cidade, e ligaram novamente para o psicólogo. Ele disse que não acreditava ser Elliot, uma vez que ele definira que os assassinatos seriam no dia seguinte, e ele costumava seguir rigorosamente seus detalhes. Ao chegar na delegacia, entretanto, confirmaram que o assassino era, de fato, seu filho Elliot.

## Autor do crime
Elliot Oliver Robertson Rodger (24 de julho de 1991 - 23 de maio de 2014) foi o autor dos assassinatos de Isla Vista em 2014.

### Vida
Elliot Rodger, de 22 anos, foi confirmado como o autor dos assassinatos. Ele nasceu em Londres, Inglaterra, e mudou-se para os Estados Unidos com 5 anos de idade. Seu pai, Peter Rodger, trabalhava na indústria cinematográfica, tendo sido assistente de direção em Jogos Vorazes, de 2012. Sua mãe, Li Chin, tinha ascendência chinesa, e sua madrasta, Soumaya Akaaboune, foi atriz. Seu avô paterno foi George Rodger, fotojornalista britânico.

### Saúde mental e problemas sociais
De acordo com a família, Elliot foi diagnosticado com síndrome de Asperger, e sofreu bullying quando criança. Ele levava uma vida de luxo, viajando na primeira classe em aviões e possuindo carros caros. Um amigo revelou que Elliot frequentava um fórum de fisiculturismo, e que frequentemente culpava as mulheres por ser sempre rejeitado. Vários membros do fórum tentaram ajudá-lo, mas ele sempre se recusou a admitir que seu comportamento era o verdadeiro culpado pela rejeição e que ele não sabia como abordar mulheres, sempre colocando nelas a culpa pelos seus insucessos. Elliot foi advertido várias vezes por mensagens ofensivas, e acabou sendo ignorado pela maioria. Eram frequentes suas postagens de ódio contra as mulheres de uma forma geral, junto com mensagens exaltando suas próprias qualidades.
Segundo investigações da polícia, os preparativos para o massacre podem ter levado cerca de um ano, visto que as três pistolas semiautomáticas usadas foram compradas legalmente em três cidades diferentes, e havia no carro mais de 400 projéteis prontos para serem usados, todos devidamente preparados em carregadores para as três armas.

## Vítimas
Todas as seis vítimas de assassinato eram estudantes da UCSB. Os homens mortos no apartamento de Rodger foram George Chen (em chinês:  陳喬治, transl. Chén Qiáozhì), 19; Chengyuan "James" Hong (em chinês:  洪晟元, transl. Hóng Chéngyuán), 20; e Weihan "David" Wang (em chinês:  王偉漢, transl. Wáng Wěihàn), 20. Os três que morreram devido a ferimentos à bala foram Katherine Breann Cooper, 22; Christopher Ross Michaels-Martinez, 20; e Veronika Elizabeth Weiss, 19. Cooper e Weiss foram as mulheres mortas fora da casa da fraternidade Alpha Phi, enquanto Michaels-Martinez foi a vítima dentro do Isla Vista Deli Mart.
Quatorze outras pessoas ficaram feridas; sete de ferimentos à bala e sete por trauma contundente sofrido quando Rodger os atingiu com seu veículo. Onze dos feridos foram levados para hospitais. Sete foram para o Santa Barbara Cottage Hospital, onde dois foram internados em estado grave, um em bom estado e dois em bom estado, e um paciente recebeu alta no mesmo dia. Os outros quatro feridos foram levados para o Goleta Valley Cottage Hospital, onde todos foram tratados e liberados.

## Consequências

### Controvérsia sobre a publicação de vídeos e manifesto de Rodger
Várias redes de notícias limitaram o uso do vídeo "Retribution" postado por Rodger por medo de desencadear crimes copycats. O New Statesman postulou que o manifesto pode influenciar uma "nova geração de "celibatários involuntários".

### Cerimônias fúnebres

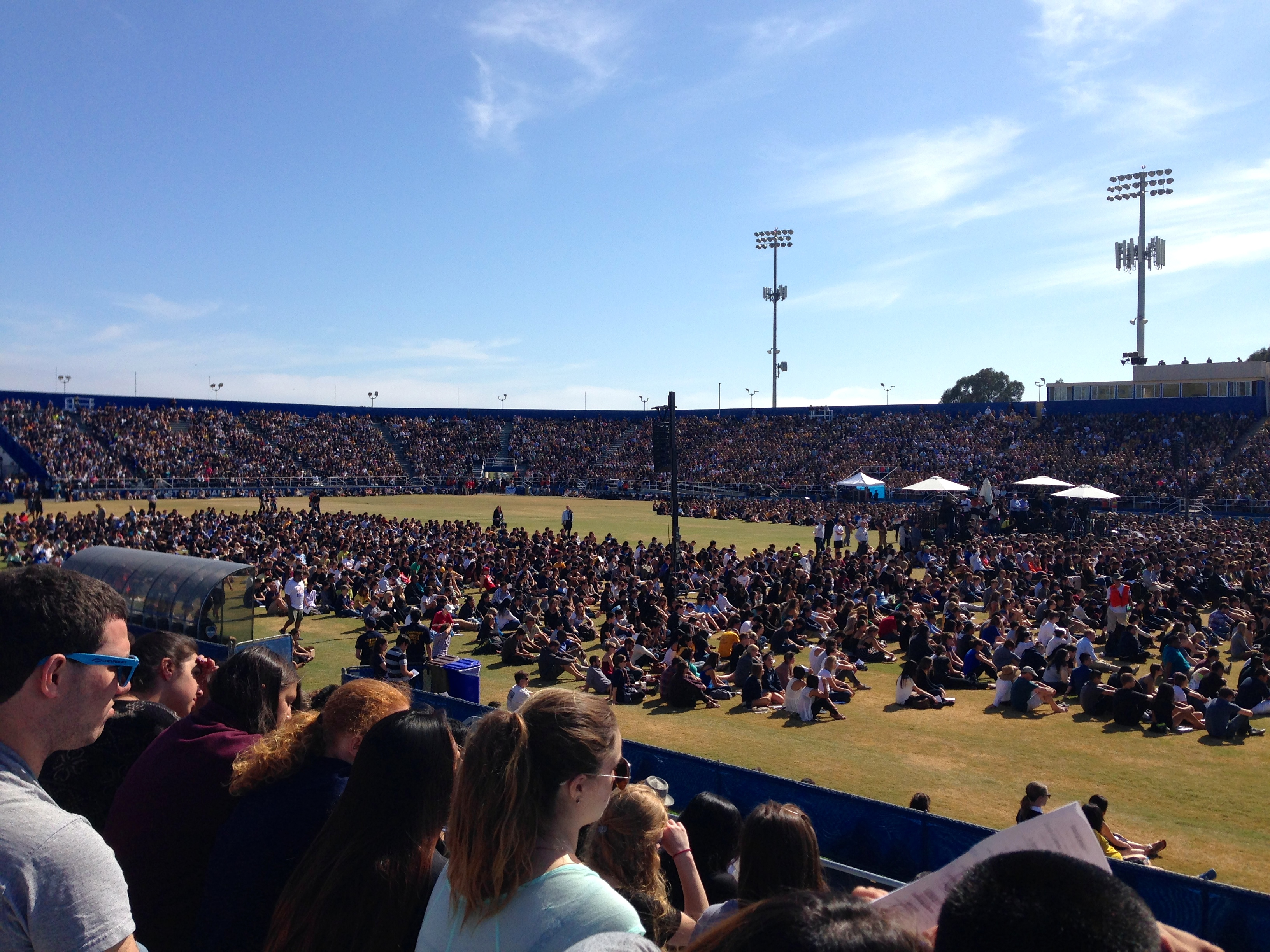
Cerimônia fúnebre no Harder Stadium, 27 de maio

Estudantes e membros da comunidade se reuniram no Parque Anisq'Oyo em Isla Vista na noite de 24 de maio para um memorial à luz de velas em memória das vítimas. 20.000 pessoas compareceram a uma cerimônia fúnebre no Harder Stadium da UCSB em 27 de maio. Em 23 de maio de 2015, centenas de pessoas se reuniram na UCSB para uma vigília à luz de velas em homenagem às seis vítimas mortas. A mãe de George Chen fez um discurso no evento.

## Na cultura popular
- "Holden's Manifesto", um episódio de Law & Order: Special Victims Unit, é baseado neste evento.[26][27]
- Elliot Rodger foi mencionado várias vezes no episódio "Alpha Male" de Criminal Minds.[28]